# Julian Tuwim
Julian Tuwim (født 13. september 1894 i Łódź, død 27. december 1953 i Zakopane) var en polsk digter af jødisk afstamning, en betydelig personlighed inden for polsk litteratur. Han skrev blandt andet et futuristisk manifest. Han studerede jura og filosofi ved Universitetet i Warszawa og var også kendt for sine bidrag til børnelitteraturen. Mest kendt er digtet "Alfabetet" fra digtsamlingen "Lokomotivet" (1939). Digtet handler om, hvad der sker den dag, alfabetet falder ned på gulvet, slår og ømmer sig og må gøre tabene op: I'et har mistet sin prik, R'et har brækket et ben, B'et mangler en bue og er kommet til at minde om et P, og så videre.
På grund af forfølgelsen af jøder før og under anden verdenskrig måtte Tuwim flygte fra land til land. Efter Nazitysklands besættelse af Polen i 1939 kommer han til Paris, hvorfra han året efter atter må flygte, efter Tysklands overfald og besættelse af Frankrig. I 1944 giver han i digtet "Vi, de polske jøder" udtryk for sin voldsomme vrede. I løbet af krigen bor han også i Brasilien og i USA, inden han i 1946 vender tilbage til Polen.